# محمد پروین گنابادی
محمدِ پروینِ گُنابادی در سال ۱۲۸۲ در کاخک گناباد متولد شد. پدرش عباس امیری دلویی ملقب به شمس الذاکرین دلوییگی  مردی روحانی و اهل علم بود.
از ۱۵ سالگی برای ادامه تحصیل به مشهد رفت و وارد مدرسه فاضل خان شد. مدتی بعد در زمره شاگردان برجسته ادیب نیشابوری درآمد و با اشارت وی تخلص «پروین» را برگزید و بعدها با توجه به علاقه‌ای که به زادگاهش داشت «گنابادی» را نیز بدان افزود.
وی مردی بود سختکوش، دوستدار ایران و زبان و ادبیات فارسی، و بدین منظور از دو طریق فعالیت می‌کرد: کار سیاسی و کار آموزشی.
فعالیت‌های سیاسی وی در حزب توده ایران سبب آن شد که در ۱۳۲۲ از طرف مردم سبزوار به مجلس شورای ملی فرستاده شود. در مجلس شورای ملی عضو فراکسیون توده بود.
کارهای آموزشی وی در سطوح مختلف از دبستان شروع و به تدریس در دانشگاه تهران خاتمه یافت. در تنظیم لغت نامه دهخدا بسیار فعال بود و بسیاری از سرفصلهای این لغت‌نامه را نوشت و بسیاری دیگر را اصلاح نمود. از اواخر دهه چهل تا پایان عمر با بنیاد فرهنگ ایران (پژوهشگاه علوم انسانی و مطالعات فرهنگی) در زمینه تدوین فرهنگ تاریخی زبان فارسی همکاری داشت. وی سال‌ها در پژوهشکده فرهنگ ایران (از نهادهای زیرمجموعه بنیاد فرهنگ ایران) نیز مشغول به تدریس بود.
وی در چهارشنبه ۱ شهریور ۱۳۵۷ در تهران درگذشت.

## برخی از تالیفات
از وی ده‌ها مقاله و کتاب (ترجمه یا تألیف) باقی مانده‌است که چندتای آن را ذکر می‌کنیم:
1. مقدمه ابن خلدون (۲جلد): کتاب «مقدمه ابن خلدون» توسط پروین گنابادی به فارسی ترجمه شده‌است.[۳]
2. روح تربیت (گوستاو لوبون)
3. دستور زبان فارسی و خودآموز املا و انشا (۳جلد)
4. تصحیح تاریخ بلعمی (از روی کار ناتمام محمدتقی بهار)
5. شرح حال فردوسی و هفت‌خوان رستم با تفسیر لغات برای شاگردان دبیرستان، ۱۳۰۹. (دو بار چاپ شده‌است
6. راهنمای مطالعه و معرفی کتابهای خواندنی، ۱۳۱۳. (سه بار چاپ شده‌است
7. پرورش اداره، شامل گفتارهایی برای جوانان، چاپ ۱۳۱۷، مشهد، زوار‎.
8. شیوه نگارش: روشی عملی و ویژه برای تعلیم به دبیرستانها، ۱۳۱۷، مشهد‎.
9. اندیشه‌ها (۲ جلد کوچک، برلی جوانان، مشهد، ۱۳۱۳‎.
10. فن مناظره، ۱۳۱۵. رساله‌ای برای راهنمایی معلمان و دبیران جهت تشکیل دادن دسته مناظره. (در روزنامه آزادی مشهد چاپ شده‌است
11. برگزیده مشترک یاقوت حموی، ترجمه محمدپروین گنابادی، تهران، ابن‌سینا، ۱۳۴۴‎.
12. تاریخ بلعمی، به کوشش محمدپروین گنابادی، تهران، اداره کل نگارش وزارت فرهنگ، ۱۳۴۱‎.
13. مقدمه ابن خلدون، ترجمه محمدپروین گنابادی، تهران، بنگاه ترجمه و نشر کتاب، ۱۳۴۵‎.

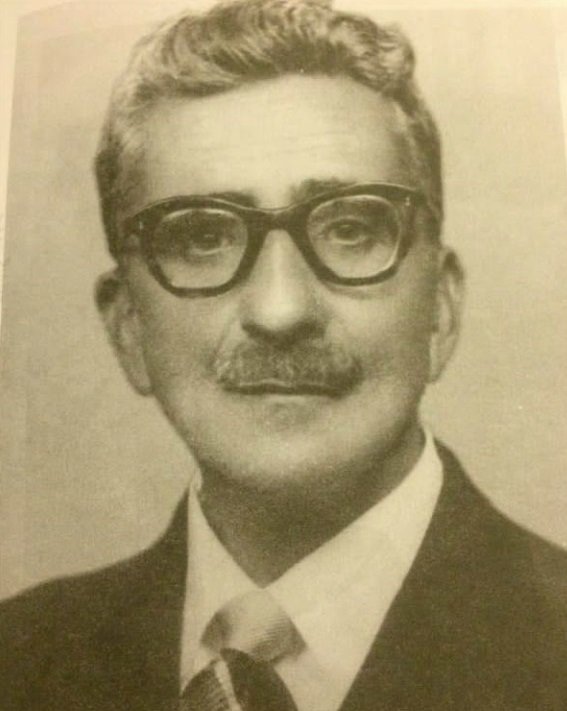
محمدِ پروینِ گنابادی

## مقالات
1. تهذیب نثر فارسی، مجله ایران آباد، سال ۱
2. چه گونه می‌توان جوانان را به زبان فارسی دلبسته کرد؟، مجله آموزش و پرورش، سال ۳۳
3. در نگهبانی و تهذیب زبان فارسی، مجله ایران آباد،
4. برخی از لغتهای فارسی در عربی، مجله وحید، سال ۹، ش۳ (۱۳۵۰، ش ۴ (تیر ۱۳۵۰، ش ۶ (شهریور ۱۳۵۰
5. دیباچه‌نویسی، مجله سخن، سال ۸ (۱۳۴۷
6. نکاتی راجع به تاریخ بیهقی، یادنامه ابوالفضل بیهقی، مشهد ۱۳۵۰
7. جنبش علمی ایران پس از اسلام، گزینه مقاله‌ها
8. کشاف اصطلاحات الفنون
9. دربارهٔ صادق هدایت]‌دو دوست: دهخدا و هدایت‎[ گزینه مقاله‌ها
10. درود به خراسان، گزینه مقاله‌ها
11. کسره اضافه، مجله آموزش و پرورش، سال ۳۱، ش۶
12. دایره`المعارف‌نویسی در اسلام و تهانوی، مجله معارف اسلامی، نشریه سازمان اوقاف، ش ۵

‎*‎و مقالات فراوان دیگری 